# Engelhardt (Adelsgeschlecht)

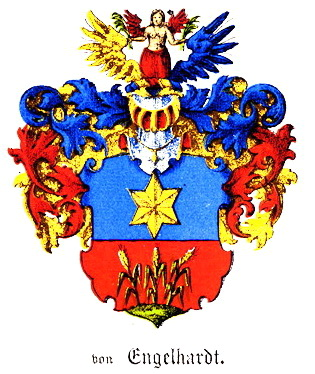
Stammwappen der Engelhardt

Engelhardt ist der Name eines baltischen Adelsgeschlechts. Die Familie besteht gegenwärtig fort.
Entgegen früheren Darstellungen, wie beispielsweise bei Kneschke und einigen von ihm verwendeten Vorautoren, wird die Familie heute nicht mehr auf die schlesischen Engelhart zurückgeführt und ist auch von den beiden 1776 und 1860 nobilitierten Familien Engelhardt zu unterscheiden.

## Geschichte
Die Engelhardt waren Vasallen des Erzbischofs von Riga und wurden mit Hans Engelhardt am 20. Mai 1496 erstmals urkundlich genannt, als dieser vom Domkapitel den Hof Azegall, später nach der Familie Engelhardtshof genannt, bei Kremon erwarb. Die Stammreihe des Geschlechts beginnt um 1600 mit den Brüdern Caspar und Michael Engelhardt.
Am 28. Mai 1734 erhielt die Familie die schwedische Adelsnaturalisation. Der königlich schwedische Kapitän Wilhelm Gerhard von Engelhardt aus dem Hause Perst wurde 1742 in die Adelsklasse der schwedischen Ritterschaft introduziert (Nr. 1858). Die Immatrikulation bei der Estländischen Ritterschaft erfolgte am 8. Februar 1745 für Caspar Friedrich von Engelhardt, Erbe von Kuckers. Die Engelhardt aus den Häusern Nawwast und Perst immatrikulierten sich 1747 bei der Livländischen Ritterschaft. Die Aufnahme in die Kurländische Ritterbank erfolgte im Jahre 1789 die Engelhardt aus den Häusern Alt-Born, Brüggen und Kummeln. Durch Senatsukase vom 21. September 1853 und 7. Dezember 1854 wurde dem Gesamtgeschlecht Engelhardt die russische Anerkennung der Berechtigung zur Führung des Baronstitels zuteil.

## Wappen

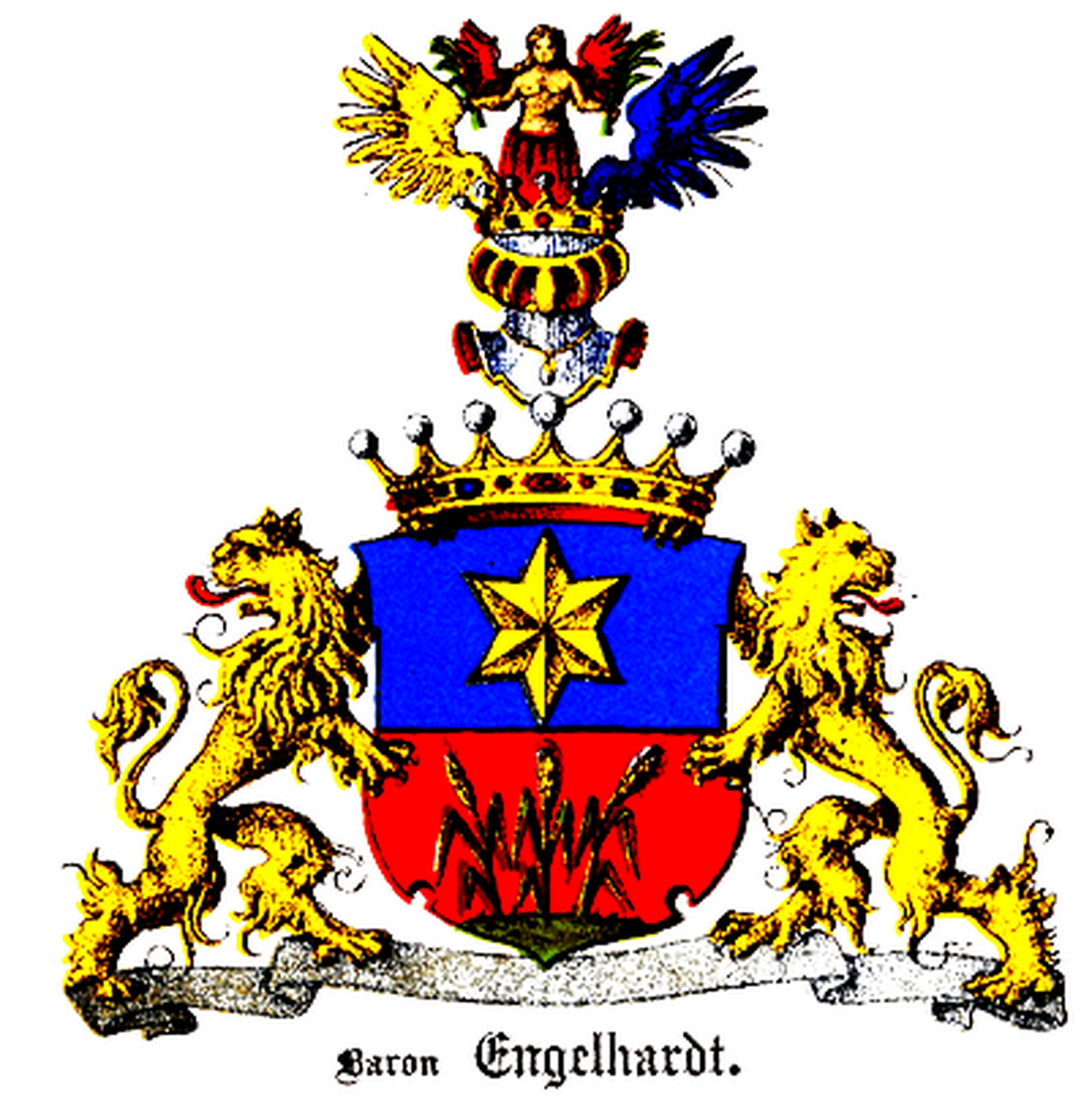
Wappen der Barone Engelhardt

Das Stammwappen ist geteilt, oben in Blau ein goldener Stern, unten in Rot aus grünem Rasen drei goldene Ähren (oder Schmilgen) wachsend. Auf dem Helm mit rechts blau–goldenen und links rot–goldenen Decken über einem blau–goldenen Wulst zwischen einem links goldenen und rechts blauem Flug einen rot geflügelten nackten Engel mit rotem Schurz der in jeder Hand einen grünen Palmzweig hält.
Das freiherrliche Wappen ist durch die Baronskrone und zwei goldene Löwen als Schildhalter ergänzt.

## Angehörige
- Gustav Friedrich von Engelhardt (1732–1798), estländischer Ritterschaftshauptmann
- Alexandra von Engelhardt (1754–1838), russische Adlige, Hofdame von Katharina II.
- Wassili Wassiljewitsch Engelhardt (1758–1828), deutschbaltisch-russischer Offizier und Staatsmann
- Tatjana Wassiljewna Engelhardt (1769–1841), russische Hofdame und Mäzenin
- Georg von Engelhardt (1775–1862), Pädagoge und Staatsmann
- Moritz von Engelhardt (1778–1842), deutsch-baltischer Mineraloge
- Pawel Wassiljewitsch Engelhardt (1798–1849), russischer Großgrundbesitzer und Offizier
- Helvig Conrad Engelhardt (1825–1881), dänischer Archäologe
- Basil von Engelhardt (1828–1915), Astronom
- Alexander Nikolajewitsch Engelhardt (1831/1832–1893), russischer Agrochemiker
- Hermann von Engelhardt (1853–1914), deutscher Genremaler
- Robert von Engelhardt (1862–1936), deutsch-baltischer Landschaftsmaler
- Walter von Engelhardt (1864–1940), erster Gartenamtsdirektor von Düsseldorf
- Alexander Baron Engelhardt (1885–1960), deutsch-baltischer Arzt, Gründer des Behring-Archivs in Marburg
- Wladimir Alexandrowitsch Engelhardt (1894–1984), russischer Biochemiker
- Wolf von Engelhardt (1910–2008), deutsch-baltischer Geologe und Mineraloge
- Dietrich von Engelhardt (1941–2025), deutscher Wissenschafts- und Medizinhistoriker, Sohn von Wolf von Engelhardt

## Sonstiges
Ein Doppelportrait von Angehörigen dieser Familie ist im Ostpreußischen Landesmuseum mit deutschbaltischer Abteilung in Lüneburg ausgestellt.